# Змај
Змај је митско биће, углавном представљено као велика змија или гмизавац са магијским и другим моћима. Верује се да су легенде о змајевима настале независно у разним културама, па су стога и представе о змају нешто што зависи од културног оквира у коме се крећемо.
Док су у западноевропској традицији махом представљени као зла бића, у Кини су змајеви генерално добри.

## Опис змаја у митологији

### У словенској митологији
У словенској митологији и народним предањима постоје четири различита типа змајолики бића, а то су: змај, аждаја, ала и ламја. Представе о изгледу ови бића код Словена често варирају чак и у оквирима истог подручја.

### У келтској митологији
Келтски змајеви најчешће имају четири ноге, крила и бљују ватру. У западној култури се данас овај тип змајева најчешће подразумева под речју змај уопште.

### У скандинавској и германској митологији
Линдворм изгледа као веома велика змија са две или без ногу, углавном не бљује ватру, не лети и без крила је (што му је главна разлика од Виверна). Симболизује кугу, или ређе рат. Веровало се да линдворми једу стоку, али је са друге стране сматрано да доносе срећу ономе ко их види. Међу најпознатијим линдвормима је змај Фафнир, кога је погубио легендарни херој Сигурд.

### У хебрејској и хришћанској митологији
Зли змајеви се често јављају у хришћанској митологији. у „Откривењу Јовановом“ 12:3-12:4 јавља се црвени змај који руши звезде са неба („И показа се други знак на небу, и гле, велика црвена аждаха, која имаше седам глава, и десет рогова; и на главама њезинијем седам круна; И реп њезин одвуче трећину звијезда небескијех, и баци их на земљу.“) као симболи Сатане и палих анђела што се и разјашњава у 12:9 („И збачена би аждаха велика, стара змија, која се зове ђаво и сотона, који вара сав васиони свијет, и збачена би на земљу, и анђели њезини збачени бише с њом“).
У Књизи о Јову (40—41) на опис Бехемота надовезује се детаљан опис Левијатана (у преводу Ђуре Даничића „крокодил“), морског змаја из хебрејских митова који је наводно створен петог дана постања:
„(...) Крљушти су му јаки штитови спојени тврдо, близу су једна до друге да ни вјетар не улази међу њих. Једна је за другу прионула, држе се и не растављају се. Кад киха као да муња сијева, а очи су му као трепавице зоре. Из уста му излазе лучеви, и искре огњене скачу. Из ноздрва му излази дим као из врелога лонца или котла. Дах његов распаљује угљевље и пламен му излази из уста. У врату му стоји сила, и пред њим иде страх. Уди меса његова спојени су, једноставно је на њему, не размиче се. Срце му је тврдо као камен, тврдо као доњи жрвањ. (...) “

### Змајеви у кинеској митологији
Кинески змај у веровањима симболизује срећу и просперитет, отелотворење је космичке силе јанг и божанство је вода. Кинези себе сматрају потомцима змаја. За разлику од европских представа змаја као ватреног бића, кинески змајеви су повезани са водом и владају водопадима, рекама, морима и језерима. Они такође контролишу време и изазивају кише.

## Животиње које су вероватне инспирације за змајеве
Постоји мишљење да пљување отрова змије кобре може бити порекло митова о змају који бљује ватру.
Нилски крокодил, био је у давним временима повремено присутан у јужној Европи, пошто би препливао Медитеран. Такви изузетно велики крокодили су можда инспирисали митове о змајевима Скелети насуканих ајкула, китова и делфина, као и скелети и фосили диносауруса и фосили сисара су могуће понекад проглашавани за кости змајева и других митолошких бића; на пример, откриће из 300. п. н. е. у Вутхенгу, Сечуан, Кина, је означен као такав од стране Чанг Куа.
У Аустралији, приче о таквим створењима су вероватно инспирисан огромним крокодилима Куинкана који је могао да нарасте и до дужине 5–7 m, или монитор гуштер Варанус Присцус, огромна месождер који је такође мога да нарасте и до 7 m и досегне тежину до 1.950 килограма, или змије великих размера (можда Вонамби) који су биле део изумрле фауне Аустралије. И данас је комодо гуштер монитор Варан познат на енглеском језику као Комодо змај.